# Louis Paris
Pour les articles homonymes, voir Louis Paris (conservateur) et Paris (homonymie).
Antoine Louis Paris, né le 14 août 1802 à Épernay, mort le 4 septembre 1887 à Avenay, est un bibliothécaire et archiviste français.

## Choix de publications
- Histoire de Russie, depuis le commencement de la monarchie jusqu'à nos jours, 1832.
- Reims pittoresque ancien et moderne, avec Henri Fleury, 1835, lire en ligne sur Gallica.
- La Chronique de Rains, publiée sur le manuscrit unique de la Bibliothèque du roi par Louis Paris, 1837, lire en ligne sur Gallica.
- Toiles peintes et tapisseries de la ville de Reims, ou la Mise en scène du théâtre des confrères de la Passion, 1841.
- Négociations, lettres et pièces diverses relatives au règne de François II, tirées du portefeuille de Sébastien de l'Aubespine, évêque de Limoges, publiées par Louis Paris, bibliothécaire-archiviste de la ville de Reims, 1841, lire en ligne sur Gallica.
- Catalogue des imprimés de la bibliothèque de Reims, 2 vol., 1843-1844.
- Remensiana. Historiettes, légendes et traditions du pays de Reims, 1845.
- Résumés séculaires de l'histoire du peuple de Dieu, précédés des résumés séculaires de l'histoire universelle antérieure à la vocation d'Abraham, 1852.
- Maucroix, sa vie et ses ouvrages, publiés par Louis Paris, sur le manuscrit de la bibliothèque de Reims, 1854.
- Œuvres diverses de Maucroix publiées par Louis Paris, sur le manuscrit de la Bibliothèque de Reims, 1854 Texte en ligne.
- Indicateur du Grand armorial général de France : recueil officiel dressé en vertu de l'édit de 1696, par Charles d'Hozier, publié sous la direction de Louis Paris, 2 vol., 1865, lire en ligne sur Gallica.
- Les Manuscrits de la Bibliothèque du Louvre brûlés dans la nuit du 23 au 24 mai 1871 sous le règne de la Commune, 1872, lire en ligne sur Gallica.
- L'Impôt du sang, ou la Noblesse de France sur les champs de bataille, publié par Louis Paris, sur le manuscrit unique de la Bibliothèque du Louvre, brûlé dans la nuit du 23 au 24 mai 1871, sous le règne de la Commune, 2 vol., 1874-1881 .
- Les Papiers de Noailles de la Bibliothèque du Louvre, dépouillement de toutes les pièces qui composaient cette précieuse collection brûlée dans la nuit du 23 au 24 mai 1871, avec le texte même d'un grand nombre de documents relatifs aux guerres civiles du XVIe siècle, 1875.
- Histoire de l'abbaye d'Avenay, 1879.
- Architecture, histoire, scuilpture, archéologie. Les monuments historiques de la ville de Reims par Eugène Leblan, architecte, avec la collaboration, pour le texte : de MM. Henri Jadart, Charles Givelet, Louis Demaison, 1881.
- Le Théâtre à Reims, depuis les Romains jusqu'à nos jours, 1885.
- Le Jubé et le labyrinthe dans la cathédrale de Reims, 1885, lire en ligne sur Gallica.

## Sources
- Gustave Vapereau, Dictionnaire universel des contemporains, 1858, p. 1339.
- Henri Jadart, Louis Paris, Reims, Imprimerie Coopérative, 1889.